# 김창룡 (정치인)
김창룡(1944 - )은 조선민주주의인민공화국의 정치인이다. 전 내각 국토환경보호상으로 현재 조선자연보호연맹 중앙위 위원장 겸 최고인민회의 제13기 대의원이다.

## 경력
2009년 11월부터 국토환경보호상 겸 조선자연보호연맹 중앙위 위원장으로 재임했고, 2013년 4월 국토환경보호상에서 물러났다.

## 최고인민회의 대의원
2014년 3월 최고인민회의 제13기 대의원으로 선출되었다.